# Juggernaut (videohra)
Juggernaut je hra pro počítače Sinclair ZX Spectrum z roku 1985. Jejím autorem je Pete Cooke, který je mimo jiné také autorem her Tau Ceti a Academy. Hra se původně měla jmenovat Jackknife. Hra nebyla komerčně příliš úspěšná, nicméně byla úspěšná dostatečně k tomu, aby vznikla varianta hry i pro počítače Amstrad CPC.
Hlavní hrdina hry je řidič kamionu, který dopravuje zboží. Jeho cílem je odvézt určené množství zboží ze skladu do firmy zaměstnavatele. Každý úkol začíná oznámením, kolik kterého zboží je třeba dovézt. Řidič ale nezná polohu skladu, takže nejdříve musí najít telefonní budku, aby mohl zavolat a zjistit, kde hledaný sklad leží. Pomocí telefonování je také možné dozvědět se polohu čerpací stanice pohonných hmot. Když řidič dojede ke skladu, musí nacouvat k rampě a naložit požadované zboží. Po návratu do firmy je opět nutné zajet k rampě a zboží vyložit. Během hry je nutné hlídat stav paliva a stav poškození kamionu. Palivo může být doplněno u čerpací stanice, stejně tak zde může být opraveno poškození kamionu.
Kamion má dvě rychlosti vpřed a zpátečku. Hráč si může zvolit ze čtyř možných délek návěsu. Délka návěsu ovlivňuje ovladatelnost kamionu a množství zboží, které může být naloženo.